# Ilse Bing
Ilse Bing (Frankfurt, 23 maart 1899 – Manhattan, 10 maart 1998) was een Duitse avant-garde en commerciële fotografe die baanbrekende monochrome beelden produceerde tijdens het interbellum.

## Levensloop
Ilse Bing werd 1899 geboren in een bemiddelde koopmansfamilie in Frankfurt a/M, Duitsland.
Haar eerste contact met de fotografie maakte zij 1924/1925 tijdens haar dissertatie over de architect Friedrich Gilly. Ter documentatie kocht zij een Voigtländer 9x12 camera, maar wisselde naar een Leica kleinbeeldcamera om toen zij zich helemaal ging toeleggen op de fotografie als fotojournaliste. In 1930 verhuisde Bing naar Parijs waar zij opdrachten kreeg van o.a. VU, Le Document en Arts et Métiers Graphiques. Zeven jaar later, in 1937, trouwde zij met de pianist en muziekwetenschapper Konrad Wolff. Ze verbleef tien jaar in Parijs, maar in 1940, toen Parijs werd bezet door de Duitsers tijdens de Tweede Wereldoorlog, werden Bing en haar man, beiden Joden, gedeporteerd naar het interneringskamp Gurs in de Pyreneeën. Na zes weken in het kamp konden zij via Marseille naar Amerika vluchten. In Amerika moest Bing haar reputatie opnieuw opbouwen. Hoewel ze veel opdrachten kreeg voor portretfotografie, slaagde ze er niet in om net zulke belangrijke opdrachten te ontvangen als in Parijs. Gedurende een korte tijd in de jaren 1950 experimenteerde Bing met kleur maar in 1959 gaf ze fotografie helemaal op. Ze merkte dat het medium niet meer genoeg voldoening bracht en leek er genoeg van te hebben. In de laatste decennia van haar leven schreef ze gedichten, maakte tekeningen en collages en nam daar af en toe opgenomen stukjes van foto's in op. Ze was geïnteresseerd in het combineren van de wiskunde, woorden en afbeeldingen.

## Carrière
Bing produceerde beelden op het gebied van fotojournalistiek, architectuurfotografie, reclame en mode, en haar werk werd gepubliceerd in tijdschriften zoals Le Monde Illustre, Harper's Bazaar en Vogue. Ze werd gerespecteerd voor haar gebruik van gewaagde perspectieven, onconventionele uitsnedes, gebruik van natuurlijk licht en geometrie. Ze experimenteerde ook met de techniek van pseudo-solarisatie voor negatieven onafhankelijk van de kunstenaar Man Ray. Haar snelle succes als fotograaf en haar positie als de enige professional in Parijs die een geavanceerde Leica-camera gebruikte, leverde haar de titel 'Koningin van de Leica' op, opgelegd door de criticus en fotograaf Emmanuel Sougez.
In 1936 werd haar werk opgenomen in de eerste moderne fotografietentoonstelling in het Louvre en in 1937 reisde ze naar New York, waar haar beelden werden opgenomen in de historische tentoonstelling "Fotografie 1839-1937 'in het Museum of Modern Art.
In 1947 besefte Bing dat New York haar werk nieuw leven had ingeblazen. Haar stijl was heel anders; de zachtheid die haar werk kenmerkte in de jaren 1930 maakte plaats voor de harde vormen en heldere lijnen, met een gevoel van hardheid en isolatie. Dit was een indicatie van hoe het leven en het wereldbeeld van Bing was veranderd door haar verhuizing naar New York en de oorlog-gerelateerde gebeurtenissen van de jaren 1940.

## Publieke collecties
- Art Institute of Chicago
- Rijksmuseum Amsterdam[1]